# Palatul Tribunei din Arad
Palatul Tribunei (cunoscut și ca Palatul doctorului Oncu) este un edificiu situat pe strada Eminescu, în municipiul Arad. A fost ridicată în anul 1906, după planurile arhitectului Emil Tabacovici și a fost inaugurată în anul 1909. Este o construcție formată din parter și etaj, din punct de vedere arhitectural aparținând perioadei geometrice a stilului 1900. Are o fațadă echilibrată, fiind decorat cu deschideri dreptunghiulare, modele geometrice și cărămidă aparentă. Poarta pietonală este împodobită cu fier forjat. Din anul 1909, în această cladire a funcționat redacția ziarului arădean Tribuna.

## Descriere

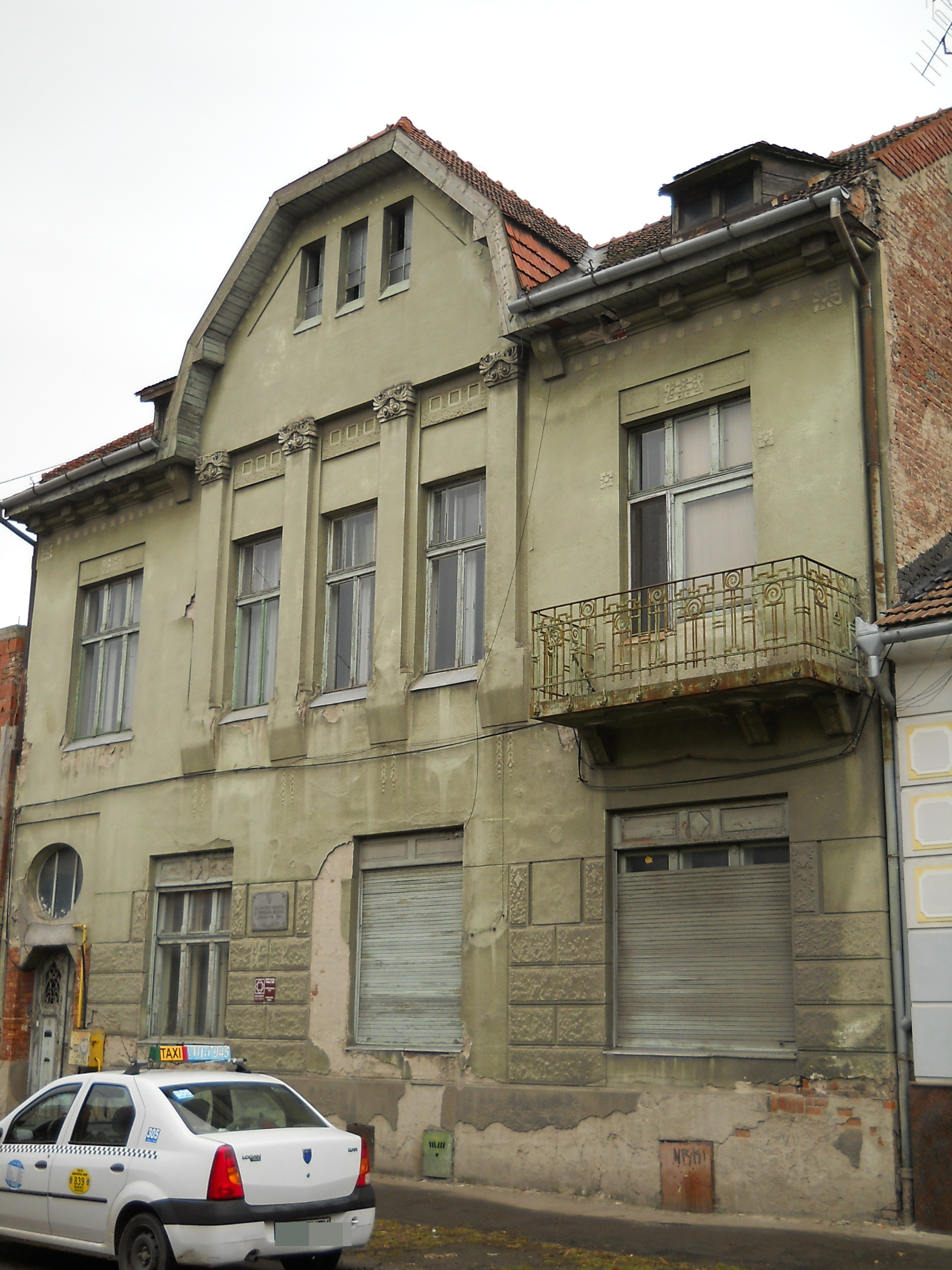
Palatul Tribunei